# Poria wakefieldiae
Poria wakefieldiae är en svampart som beskrevs av Rodway & Cleland 1929. Poria wakefieldiae ingår i släktet Poria och familjen Polyporaceae.   Inga underarter finns listade i Catalogue of Life.